# The Dinah Girls
Pour plus de détails, voir Fiche technique et Distribution.
The Dinah Girls est un téléfilm américain de 2011 réalisé par Athena Maroulis et produit pas la chaîne de télévision here!.

## Description
The Dinah Girls nous propose une visite guidée de toutes les activités du Dinah Shore Weekend, le plus grand festival lesbien du monde.

## Fiche technique
- Titre : The Dinah Girls (littéralement : Les Filles du Dinah)
- Réalisation : Athena Maroulis
- Scénario : Eric T. Feldman, Josh Rosenzweig
- Producteur : Eric T. Feldman, Josh Rosenzweig
- Montage : Athena Maroulis
- Production : Here Media
- Pays d'origine :  États-Unis
- Langue d'origine : anglais
- Lieux de tournage : Palm Springs, Californie, États-Unis
- Genre : Téléréalité
- Durée : 60 minutes
- Date de sortie :
  -  États-Unis : 3 juin 2011

## Distribution
- Aubrey
- Natasha Bedingfield
- Fortune Feimster
- Laurel Holloman
- Kayden Kross
- Dreya Weber
- Suzanne Westenhoefer (en)
- Tucky Williams
- Chely Wright
- Paula Poundstone